# Анна (принцесса Великобритании)
А́нна, Королевская принцесса (англ. Anne, Princess Royal, урождённая А́нна Елизавета́ Али́са Луиза́ (англ. Anne Elizabeth Alice Louise); род. 15 августа 1950) — член Британской королевской семьи, второй ребёнок и единственная дочь королевы Елизаветы II и её супруга Филиппа, герцога Эдинбургского; единственная сестра ныне правящего короля Великобритании Карла III. С 1987 года Анна также носит пожизненный титул Королевской принцессы, как старшая дочь правящего монарха.
Анна появилась на свет в Кларенс-хаусе, получила образование в частной школе для девочек в небольшом городке Бененден, и приступила к исполнению королевских обязанностей ещё до наступления совершеннолетия. Принцесса занималась верховой ездой, и в 1971 году выиграла золотую медаль на Чемпионате Европы по троеборью, а в 1975 году завоевала две серебряные медали. В 1976 году она стала первым членом Британской королевской семьи, принявшим участие в Олимпийских играх. С 1988 года принцесса Анна также является членом Международного олимпийского комитета.
Принцесса является покровителем свыше 300 организаций, среди которых Opportunity International UK, «Спасём детей» (англ. Save the Children) и UKSA. Работа в благотворительных организациях сосредоточена на сферах спорта, наук, людей-инвалидов, а также здоровья в развивающихся странах. Сотрудничество с организацией «Спасём детей» началось ещё в 1970 году, и за более чем 50 лет Анна неоднократно посещала мероприятия и поддерживала их проекты.
14 ноября 1973 года Анна вышла замуж за капитана Марка Филлипса; они расстались в 1989 году и окончательно развелись в 1992 году. От этого брака у неё двое детей: Питер Филлипс и Зара Тиндалл. В 1992 году принцесса вышла замуж во второй раз, за Тимоти Лоренса, который в период с 1986 по 1989 гг. был шталмейстером её матери, королевы Елизаветы II.

## Биография

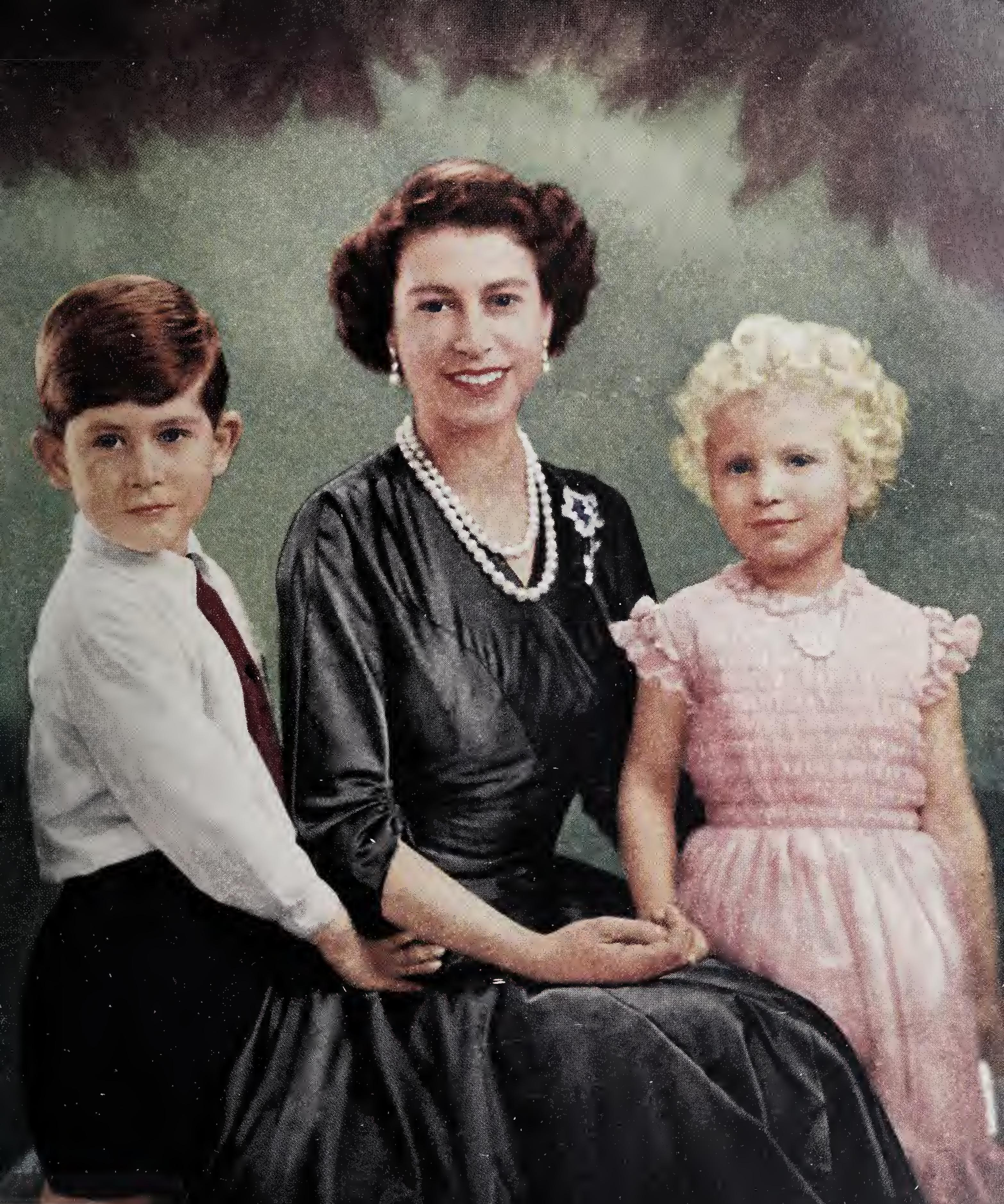
Общая фотография королевы Елизаветы II с сыном Чарльзом, принцем Уэльским, и принцессой Анной, 1954 год

Анна Елизавета Алиса Луиза родилась 15 августа 1950 года в 11:50 утра в Кларенс-хаусе. Она была вторым ребёнком и единственной дочерью в семье Елизаветы, герцогини Эдинбургской (на момент рождения Анны королём Великобритании был её дедушка по матери, Георг VI), и её супруга Филиппа, герцога Эдинбургского. В честь рождения принцессы в Гайд-парке был запущен пушечный салют из 21 орудия. 21 октября Анну крестили в музыкальной комнате Букингемского дворца, обряд провёл архиепископ Йоркский Сирил Гарбетт. Крёстных родителей у принцессы было пятеро: королева Елизавета, королева-мать (бабушка по материнской линии), Алиса Баттенберг (бабушка по отцовской линии), Маргарита Греческая (старшая сестра Филиппа), Луис Маунтбеттен (дядя Филиппа) и Эндрю Эльфинстон (двоюродной брат Елизаветы). На момент рождения Анна была третьей в линии престолонаследия (после матери и старшего брата Чарльза), в феврале 1952 года стала второй (когда умер её дедушка, Георг VI), и на момент 2025 года занимает уже 18 место. У неё также есть два младших брата: Эндрю и Эдвард. Для того, чтобы приглядывать за Анной и её братьями в Букингемском дворце, а также для обеспечения домашнего образования была нанята гувернантка Кэтрин Пиблз.
2 июня 1953 года состоялась коронация Елизаветы II, но принцесса не смогла посетить мероприятие из-за юного возраста. В 1959 году организация для девочек-скаутов Великобритании была восстановлена, и принцессу отправили в младшую группу «Brownies», которую в детстве посещали Елизавета II и её сестра, принцесса Маргарет, тем самым обеспечив Анне возможность социализироваться и общаться с другими девочками её возраста. Четыре года спустя, в 1963 году, Анна начинает учёбу в школе Бенендена, которую успешно оканчивает в 1968 году. Год спустя, когда ей исполнилось 18 лет, Анна уже исполняла обязанности, как член королевской семьи, и её первым появлением в качестве представителя Елизаветы II было открытие образовательного и тренировочного центра в Шропшире.

## Верховая езда

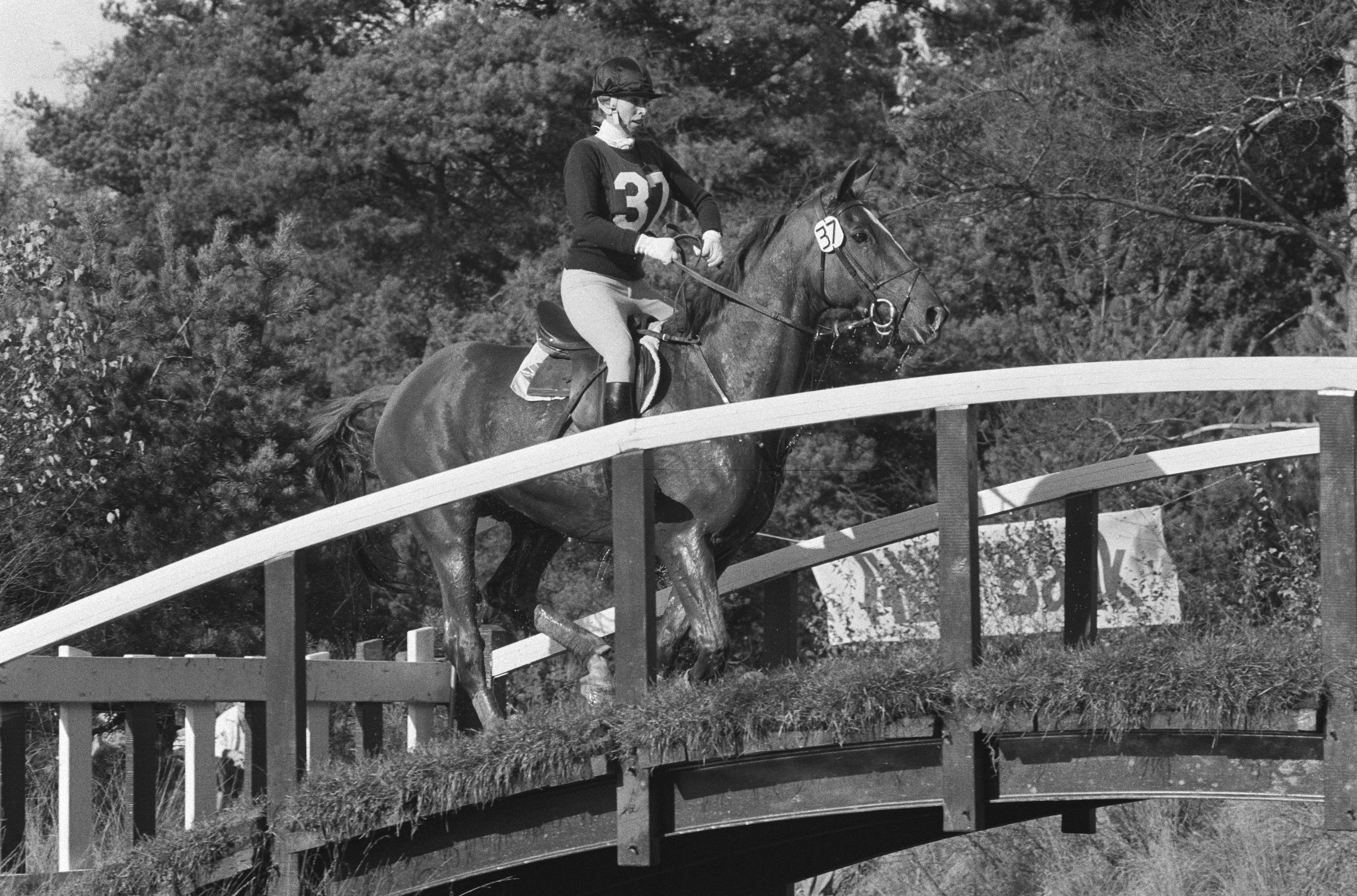
Принцесса Анна на мероприятии в Нидерландах, 1980 год

Несмотря на то, что принцесса Анна исполняла королевские обязанности и постоянно представляла интересы своей матери в поездках, она также уделяла значительное внимание верховой езде, которую любила с самого детства. Весной 1971 года Анна приняла участие в скачках Рашолле, где финишировала четвёртой. В сентябре того же года принцесса выиграла золотую медаль на Чемпионате Европы по троеборью со своей лошадью по кличке Дуплет (лощадь была выведена на конном заводе Елизаветы II). Ей также вручили награду «Спортивная персона года» от BBC.
Более пяти лет принцесса соревновалась с британской командой по конному троеборью, и в 1975 году выиграла две серебряные медали — в индивидуальном и групповом зачётах. Через год она стала первым членом британской королевской семьи, принявшей участие в Летних Олимпийских играх Монреале; в этот раз принцесса была с другим конём королевы, Гудвиллом. Во время соревнования у Анны произошло сотрясение мозга, но она завершила забег; принцесса признавалась, что не помнила, как прошла оставшуюся часть дистанции, и её доставили в больницу. В период с 1971 по 1979 гг. Анна также участвовала в конных испытаниях по бадминтону. В 1985 году она принимала участие в благотворительном забеге Эпсомского Дерби.
С 1986 по 1994 гг. принцесса Анна занимала должность президента Международной федерации конного спорта. 5 февраля 1987 года она стала первым членом британской королевской семьи, появившейся на телевидении в качестве участника викторины «Вопрос о спорте». С 1971 года принцесса Анна являлась покровительницей Организации верховой езды для инвалидов, и с 1985 года стала её президентом.

## Личная жизнь
В 1970 году Анна некоторое время встречалась с Эндрю Паркером-Боулзом; согласно биографу Карла III Салли Беден Смит, их действительно связывали романтические отношения, но Эндрю считал, что является «неподходящим кандидатом для замужества в королевской семье». Её также связывали отношения со спортсменом-конником Ричардом Мидом.

### Первый брак с Марком Филлипсом
В 1968 году принцесса Анна познакомилась с капитаном Марком Филлипсом на вечеринке любителей лошадей и конного спорта. 29 мая 1973 года Букингемский дворец объявил об их помолвке и обозначил примерную дату свадьбы — 9 ноября. Свадебная церемония состоялась 14 ноября в Вестминстерском аббатстве, в день 25-летия старшего брата Чарльза. День свадьбы был объявлен выходным, поэтому британцы заполонили улицы, чтобы посмотреть на супружескую пару, а трансляция по телевидению собрала у экранов более 500 миллионов человек по всему миру. После свадьбы Марку Филлипсу предполагался дворянский титул (граф), но он, по слухам, отказался.
Дизайнером свадебного платья Анны стала британский модельер Морин Бейкер, с которой на тот момент королевская семья сотрудничала уже много лет. Принцесса сама предлагала идеи для платья, выбрав европейский стиль 1550—1600 гг., с высоким воротником и рукавами-раструбами, поэтому наряд отличался от привычных свадебных платьев других членов королевской семьи. Голову Анны украшала тиара королевы Марии (прабабушки по материнской линии) и шёлковая фата с вплетёнными цветочными узорами.
В браке у пары родились двое детей: Питер Филлипс и Зара Тиндалл; при рождении ни Питеру, ни Заре титулы присвоены не были. 31 августа 1989 года стало известно, что Анна и Марк приняли решение расстаться; ранее их стали намного реже замечать на публике вместе, и они состояли в романтических отношениях с другими людьми. Несмотря на то, что изначально супруги продолжали совместное воспитание детей и у них не было планов об оформлении развода, 23 апреля 1992 года, спустя 10 дней с момента подачи принцессой всех необходимых документов, развод был оформлен официально.

### Второй брак с сэром Тимоти Лоренсом

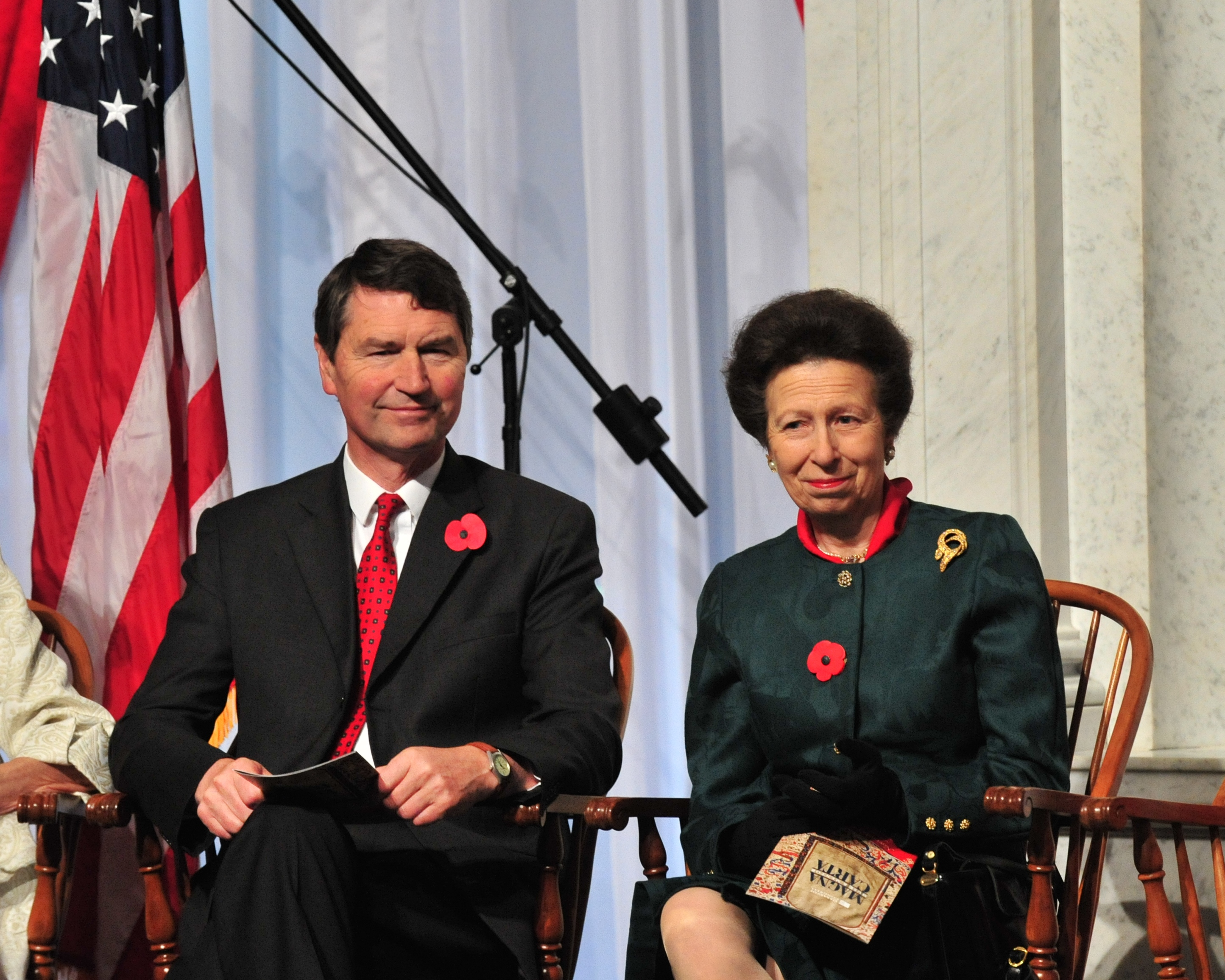
Принцесса Анна и вице-адмирал Тимоти Лоренс в 2014 году

Анна познакомилась с лейтенантом Королевского военно-морского флота Великобритании, Тимоти Лоренсом, когда он служил на королевской яхте «Британниа». Их отношения стали развиваться в начале 1989 года, когда Лоренс служил шталмейстером Елизаветы II. В апреле того же года британский таблоид The Sun опубликовал личные письма Анны, написанные Лоренсом, и ситуация грозила разразиться скандалом; Букингемский дворец подтвердил подлинность этих писем, и в тот же период начались слухи о разводе с Марком Филлипсом.
Частная свадебная церемония состоялась 12 декабря 1992 года в маленькой шотландской церкви Крэти Кирк недалеко от замка Балморал; число гостей, её посетивших, не превышало 30 человек. Церковь Англии на тот момент выступала против повторного замужества, но шотландская церковь считала, что брак — это религиозный обряд, а не таинство, поэтому при определённых обстоятельствах в брак можно было вступить повторно. Принцесса стала первым членом британской королевской семьи, которая повторно вышла замуж со времён Виктории Фёдоровны, внучки королевы Виктории.
Для второй свадьбы принцесса выбрала сдержанный наряд: костюм кремового цвета с пиджаком, у которого был высокий ворот, и платье до колен. Единственными аксессуарами были небольшая веточка цветов в волосах и букет белого вереска.
После свадьбы Тимоти Лоренс титула пэра не получил, однако британские СМИ называют его «супругом с привилегиями» в королевской семье, потому что ему разрешено посещать общие мероприятия с другими членами королевской семьи.

### Попытка похищения
20 марта 1974 года, когда принцесса возвращалась с мероприятия вместе с Марком Филлипсом, их машина была вынуждена совершить остановку из-за автомобиля Ford Escort на улице Мэлл. Водитель Escort, Иэн Болл, вышел из машины с пистолетом и осуществил несколько выстрелов, в результате которых пострадали телохранитель принцессы и полицейский Джеймс Битон. Болл заявил, что собирается похитить Анну и затребовал выкуп в размере от 2 до 3 миллионов фунтов, которые собирался передать Британской национальной системе здравоохранения. Мужчину задержали, и предъявили обвинения в похищении и убийстве; по состоянию на 2024 год он содержится в психиатрической больнице для преступников в Бродмуре, ему диагностировали шизофрению.

## Публичная жизнь

### Деятельность в качестве представителя королевской семьи

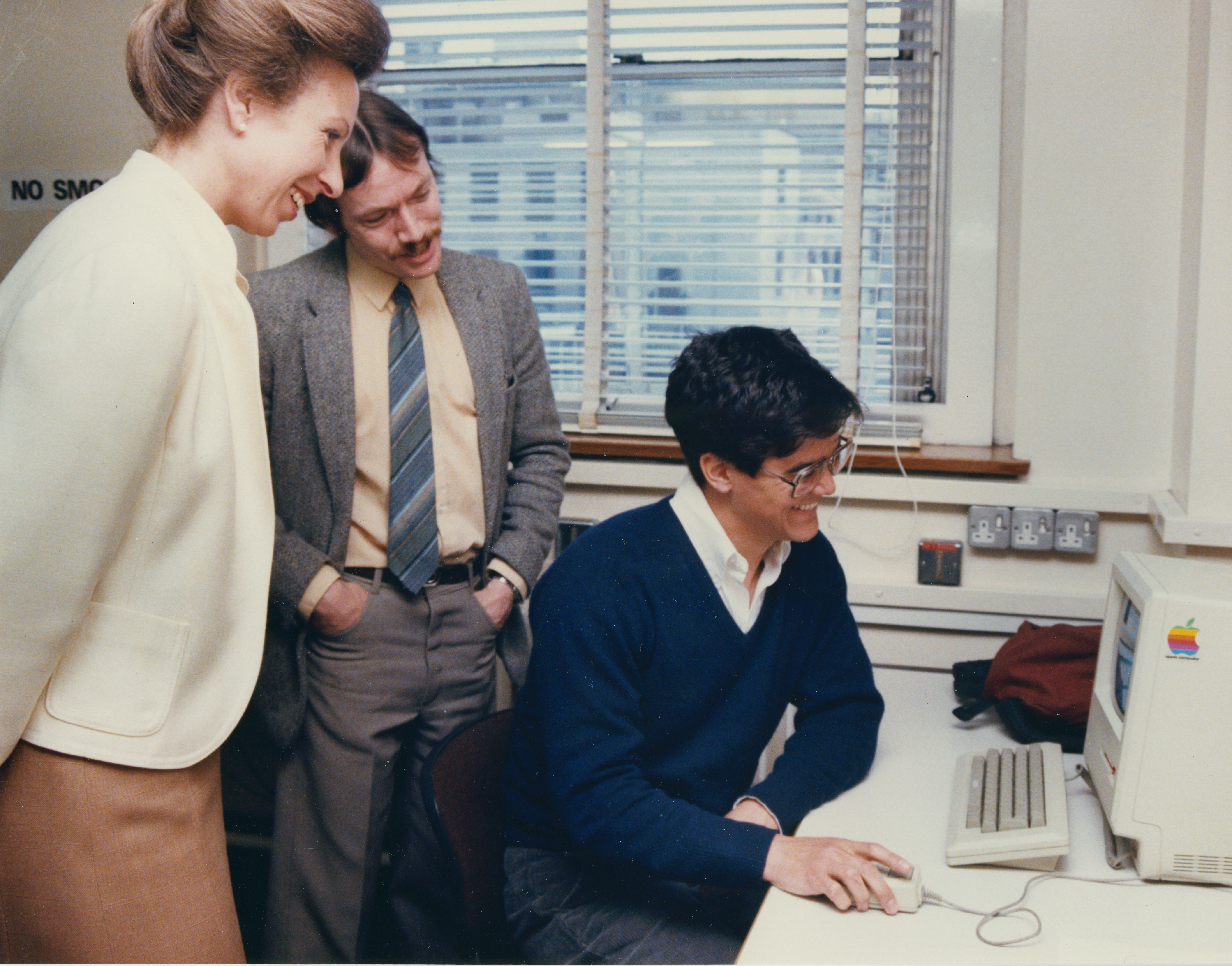
Принцесса Анна во время визита к ректору Лондонского университета, 8 мая 1986 года

Начиная с 1969 года, принцесса Анна регулярно исполняет обязанности представителя королевской семьи и представляла интересы своей матери, королевы Елизаветы II (до сентября 2022 года) и ныне правящего короля Карла III (с сентября 2022 года). Кевин МакЛауд, канадский секретарь королевы, в 2014 году сказал, что кредо принцессы — всегда быть занятой и заниматься работой, делать добрые дела и организовывать встречи с людьми настолько, насколько это возможно. В декабре 2017 года было объявлено, что Анна в течение года выполнила больше королевских обязанностей, чем все члены королевской семьи, включая саму королеву. Принцесса совершила более 500 поездок в страны по всему миру, среди которых Норвегия, Германия, Новая Зеландия, Ямайка и Австралия. В мае 1990 года принцесса стала первой из королевской семьи, посетившей Советский Союз, став гостьей у Михаила Горбачёва и правительства. В августе 2016 года Анна вновь посетила Россию, приехав в Архангельск в честь 75-летия арктического конвоя «Денвиш».
В сентябре 2016 года принцесса была вынуждена временно отойти от исполнения своих обязанностей из-за инфекции грудной клетки. Через месяц Анна отправилась в Малайзию и Сингапур. В апреле 2022 года вместе с супругом она посетила Австралию и Папуа — Новую Гвинею в честь платинового юбилея правления Елизаветы II. 12 сентября, во время поминальных мероприятий в честь Елизаветы II, в Эдинбургском соборе состоялось «бдение принцев» — стояние всех сыновей вокруг гроба Её Величества, и Анна стала первой женщиной в истории, которая также там присутствовала. 16 сентября «бдение принцев» повторилось в Вестминстер-холле. Позднее стало известно, что Анна была осведомителем о смерти своей матери, а также подписала её свидетельство о смерти.

### Патронаж организаций

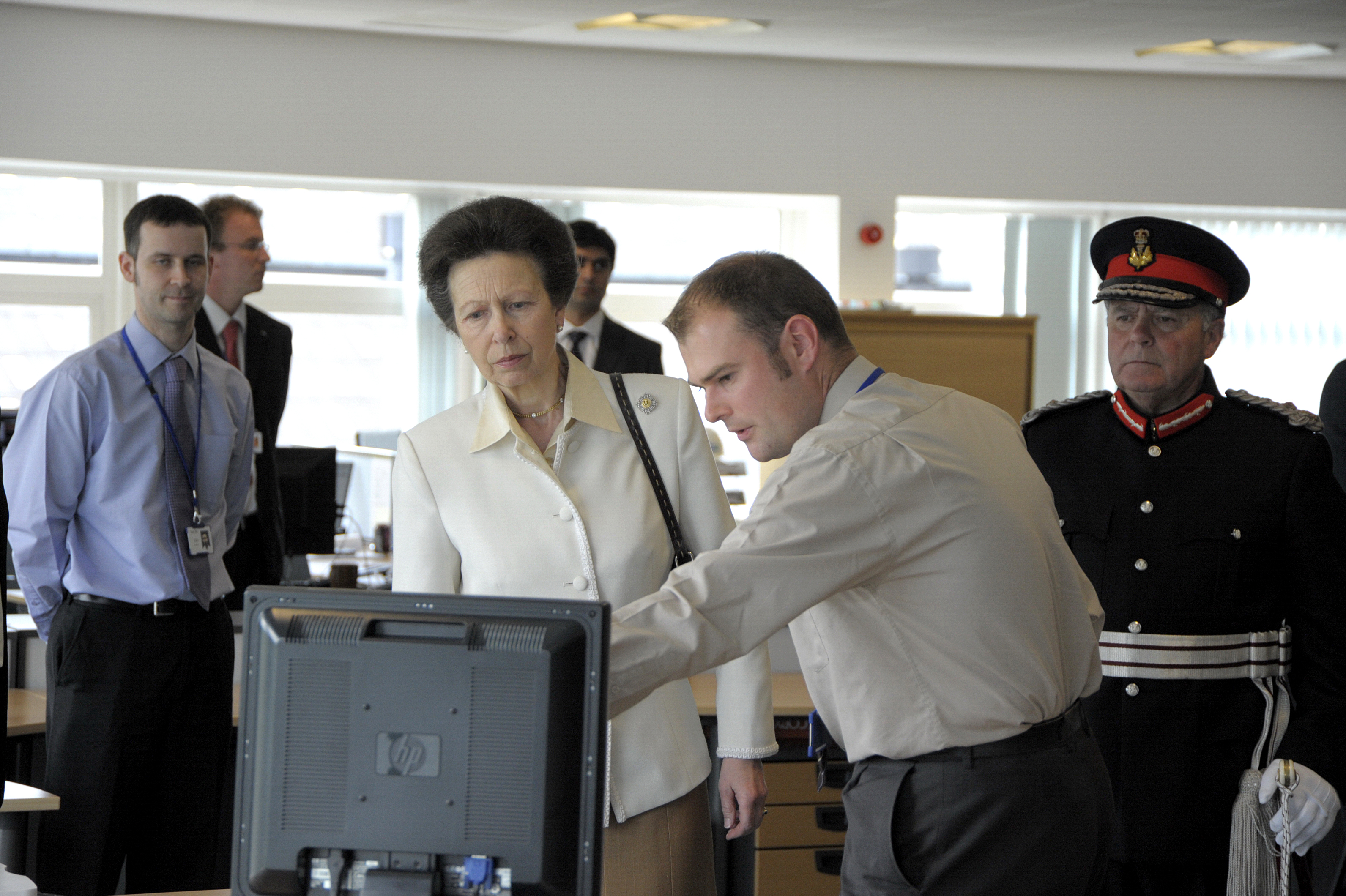
Принцесса Анна во время визита в Doosan Babcock, 2010 год

Принцесса Анна является покровителем более 300 организаций. Начиная с 1970 года, она работает с организацией «Спасём детей», где до 2017 года была президентом, а позднее стала покровителем. За многолетнюю и плодотворную работу, поддержку и участие в проектах данной организации в 1990 году принцессу номинировал на Нобелевскую премию мира Кеннет Каунда, первый президент Замбии. В 1991 году по инициативе Анны был создан попечительский фонд Carers Trust, который занимается поддержкой людей, ухаживающих на дому за больными друзьями и родственниками. Работа в Скорой помощи Святого Иоанна в качестве главного командира курсантов помогла развить в этой профессии многих молодых людей.
С 1972 по 2001 гг. принцесса занимала должность президента Британской академии кино и телевизионных искусств. В 2003 году Анна стала покровителем благотворительной организации Первой помощи Святого Андрея, основанной в 1882 году. В марте 2011 года она стала ректором Эдинбургского университета. Анна также является президентом Лондонского института сити и гильдий, Тринити-хауса и Королевского общества искусств. В 2023 году унаследовала от Эдварда, герцога Кентсткого, должность президента Комиссии Содружества по военным захоронениям.

## Награды
| Страна               | Дата             | Награда                                                                                           | Награда                                                                                           | Литеры   |
| -------------------- | ---------------- | ------------------------------------------------------------------------------------------------- | ------------------------------------------------------------------------------------------------- | -------- |
| Великобритания       | 1953             | Коронационная медаль Елизаветы II                                                                 | Коронационная медаль Елизаветы II                                                                 |          |
| Великобритания       | 1969             | Дама первого класса Королевского семейного ордена королевы Елизаветы II                           | Дама первого класса Королевского семейного ордена королевы Елизаветы II                           |          |
| Австрия              | 1969 —           | Дама Большого креста с Золотой звездой Почётного знака «За заслуги перед Австрийской Республикой» | Дама Большого креста с Золотой звездой Почётного знака «За заслуги перед Австрийской Республикой» |          |
| Финляндия            | 1969 —           | Дама Большого креста ордена Белой розы                                                            | Дама Большого креста ордена Белой розы                                                            |          |
| Япония               | 1971 —           | Дама ордена Драгоценной короны 1 класса                                                           | Дама ордена Драгоценной короны 1 класса                                                           |          |
| Иран                 | 1971             | Юбилейная медаль 2500-летия основания Персидской империи                                          | Юбилейная медаль 2500-летия основания Персидской империи                                          |          |
| Нидерланды           | 1972 —           | Дама Большого креста ордена Оранского дома                                                        | Дама Большого креста ордена Оранского дома                                                        |          |
| Люксембург           | 1972 —           | Дама Большого креста ордена Дубовой короны                                                        | Дама Большого креста ордена Дубовой короны                                                        |          |
| Югославия            | 1972 — 1992      | Дама ордена Югославского флага с лентой                                                           | Дама ордена Югославского флага с лентой                                                           |          |
| Великобритания       | 1977             | Медаль Серебряного юбилея королевы Елизаветы II                                                   | Медаль Серебряного юбилея королевы Елизаветы II                                                   |          |
| Канада               | 1982             | Отличие вооружённых сил Канады трижды                                                             | Отличие вооружённых сил Канады трижды                                                             | CD***    |
| Новая Зеландия       | 1990 —           | Дама Почётного ордена Королевы                                                                    | Дама Почётного ордена Королевы                                                                    | QSO      |
| Англия               | 23 апреля 1994 — | Рыцарь ордена Подвязки                                                                            | Рыцарь ордена Подвязки                                                                            | KG       |
| Великобритания       | 1998 —           | Дама Великого креста                                                                              | Славнейшего Ордена Госпиталя святого Иоанна Иерусалимского                                        | G.C.St.J |
| Великобритания       | 1971—1998        | Дама справедливости и милосердия                                                                  | Славнейшего Ордена Госпиталя святого Иоанна Иерусалимского                                        | D.St.J   |
| Шотландия            | 2000 —           | Рыцарь ордена Чертополоха                                                                         | Рыцарь ордена Чертополоха                                                                         | KT       |
| Великобритания       | 2000             | Медаль Альберта (Королевское общество искусств)                                                   | Медаль Альберта (Королевское общество искусств)                                                   |          |
| Великобритания       | 2002             | Медаль Золотого юбилея королевы Елизаветы II                                                      | Медаль Золотого юбилея королевы Елизаветы II                                                      |          |
| Саскачеван           | 7 июня 2005      | Памятная медаль Саскачевана                                                                       | Памятная медаль Саскачевана                                                                       |          |
| Папуа — Новая Гвинея | 29 сентября 2005 | Королевский Гранд-компаньон ордена Логоху                                                         | Королевский Гранд-компаньон ордена Логоху                                                         | GCL      |
| Польша               | 2006 —           | Дама ордена Улыбки                                                                                | Дама ордена Улыбки                                                                                |          |
| Великобритания       | 2007—            | Великий магистр                                                                                   | Королевского Викторианского ордена                                                                |          |
| Великобритания       | 1974—            | Дама Большого креста                                                                              | Королевского Викторианского ордена                                                                | GCVO     |
| Великобритания       | 2012             | Медаль Бриллиантового юбилея королевы Елизаветы II                                                | Медаль Бриллиантового юбилея королевы Елизаветы II                                                |          |
| Великобритания       | 2022             | Медаль Платинового юбилея королевы Елизаветы II                                                   | Медаль Платинового юбилея королевы Елизаветы II                                                   |          |
| Тринидад и Тобаго    | —                | Дама креста Тринити                                                                               | Дама креста Тринити                                                                               |          |
| Испания              | 12 июля 2017 —   | Дама Большого креста ордена Изабеллы Католической                                                 | Дама Большого креста ордена Изабеллы Католической                                                 |          |
| Мадагаскар           | 2017 —           | Дама Большого креста 2 класса Национального ордена Мадагаскара                                    | Дама Большого креста 2 класса Национального ордена Мадагаскара                                    |          |
| Великобритания       | 6 мая 2023       | Коронационная медаль Карла III                                                                    | Коронационная медаль Карла III                                                                    |          |
| Канада               | 21 мая 2023      | Командор ордена «За военные заслуги»                                                              | Командор ордена «За военные заслуги»                                                              | CMM      |

## В культуре
- Лайла Барретт-Рай (2 сезон), Эрин Доэрти (3-4 сезоны) и Клаудия Харрисон (5-6 сезоны) — «Корона» (с 2019, Великобритания, США)
- Элизабет Беррингтон — «Спенсер» (2021, Великобритания, США, Германия, Чили)